# Аллажи
А́ллажи (латыш. Allaži) — населённый пункт в Сигулдском крае Латвии. Административный центр Аллажской волости. Находится на автодороге V58 Сигулда — Аллажи — Аусмас, в 11,5 км к югу от краевого центра — города Сигулды — и в 65 км к востоку от Риги.
По данным на 2019 год, в населённом пункте проживало 705 человек. Есть волостная администрация, основная школа, детский сад, дом культуры, библиотека, амбулатория.

## История
Топоним Аллажи (русское историческое название Аллаш, нем. Allasch) происходит от ливского «allasille», что означает «вниз с горы» или «подгорье». В Средние века эту территорию населяли гауйские ливы, захоронения которых и сегодня встречаются на местных кладбищах.
Формирование современного населённого пункта, расположенного в 4 км к северу от одноимённой старинной усадьбы (ныне Аллажмуйжа) началось после провозглашения независимости Латвии. В 1926 году здесь, рядом со зданием волостного правления, были построены народный дом (клуб) и школа. В 1947 году в здании школы разместился пансионат для душевнобольных, позднее переведённый в Стивери. В 1970—1980-х годах были построены правление колхоза, бытовые здания, многоквартирные дома, детский сад (1986).
В советское время населённый пункт был центром Аллажского сельсовета Рижского района, а с 1950 до 1962 года — Сигулдского района. В селе располагалась центральная усадьба колхоза «Аллажи».

## Население
| Год  | Жителей |
| ---- | ------- |
| 2006 | 688     |
| 2017 | 713     |
| 2019 | 705     |